# شوهاچی ایشی
شوهاچی ایشی (انگلیسی: Shohachi Ishii؛ ۲۰ سپتامبر ۱۹۲۶ – ۴ ژانویه ۱۹۸۰) کشتی‌گیر اهل ژاپن بود.
وی در مسابقات کشوری و بین‌المللی در مجموع برندهٔ ۱ مدال طلا شده‌است.